# Anomalie de marché
Pour les articles homonymes, voir Anomalie.
Une anomalie de marché est un concept de la théorie néoclassique, désignant des situations où les conditions de marché ne correspondraient pas au cas théorique d'une concurrence parfaite, notamment d'une rationalité parfaite. Le résultat en serait que le prix observé ne serait pas un prix d'équilibre permettant d'atteindre un équilibre général.

## Distinction entre anomalie et défaillance
La notion est voisine, mais différente de celle de défaillances du marché, qui concerne plutôt l'allocation défectueuse des ressources économiques. Ces deux phénomènes peuvent avoir des causes communes, voire des effets l'un sur l'autre.

## Origine de ces anomalies
Une anomalie de marché a pour origine des facteurs structurels, à savoir que le marché ne réunit pas les critères d'une concurrence parfaite telle que définie par la théorie néoclassique. On évoquera aussi l'effet superstar.
En particulier, le défaut de condition d'information parfaite a pour origine que le comportement réel des individus n'obéit pas à une rationalité parfaite. Certains auteurs interprètent cette situation comme un « travers psychosociologique qui altère leur jugement » et donc leurs décisions d'achat ou de vente, par sur-estimation ou sous-estimation du « juste prix » (notion elle-même d'ailleurs subjective. Voir à ce sujet « économie comportementale »). Mais il s'agit là d'un jugement normatif sur les comportements, qui signale le caractère purement hypothétique du cadre de la concurrence parfaite où les individus n'ont aucune dimension sociale.

## Débat entre choix collectif et choix individuel
Ce type de situation a conduit les néoclassiques eux-mêmes, ainsi que les économistes institutionnalistes, à démontrer la nécessité d'institutions de marché, qui peuvent prendre des formes diverses (interventionnisme étatique de type réglementaire ou budgétaire ; conventions ; négociations ; etc.).
Quelques auteurs ont contesté ces réponses, en arguant que les décisions étatiques ne peuvent être parfaites (au sens de la théorie de la concurrence parfaite) ou induire des changements comportementaux engendrant in fine des problèmes plus importants que le problème initial. C'est le cas de la théorie des choix publics ou de la théorie hayekienne développée dans The road to serfdom. Mais la théorie des « state failures » de l'école du Public choice demeure aussi hypothétique que les conditions de la concurrence parfaite, et constitue donc une idéologie : s'il est vrai que l'action publique, comme celle de tout agent privé, est aussi sujette à erreurs, le référentiel absolu pour juger de l'importance de cette erreur n'existe pas (Arrow).
Par contre, la liberté des acteurs de marché suppose l'existence de « règles du jeu », qu'ils ne peuvent produire par leur seule rationalité, et cette incomplétude nécessite l'intervention d'une autorité politique (l'État) (voir par exemple Orléan, 2004).
Un fonctionnement satisfaisant des marchés résulte donc d'un certain dosage entre action individuelle et action collective (dont l'action étatique est une composante essentielle mais n'en est pas la seule), dosage qui résulte de transactions économiques et politiques.